# Inovação

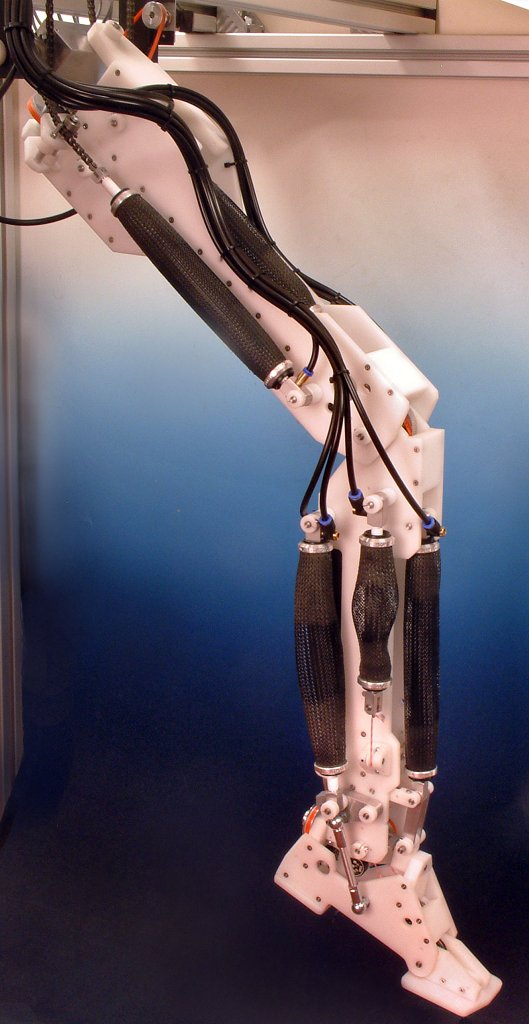
Uma inovação: perna robótica criada pela Air Muscles e construída pela The Shadow Robot Company Ltd.

Inovação significa criar algo novo. A palavra é derivada do termo latino innovatio, e se refere a uma ideia, método ou objeto que é criado e que pouco se parece com padrões anteriores. Hoje, a palavra "inovação" é mais usada no contexto de ideias e invenções assim como a exploração econômica relacionada, sendo que inovação é invenção que chega no mercado. Atualmente, a separação entre inovação e produção é considerada fraca, às vezes tendendo a se mesclar e confundir com o passar do tempo.
De acordo com Christopher Freeman, inovação é o processo que inclui as atividades técnicas, concepção, desenvolvimento, gestão e que resulta na comercialização de novos (ou melhorados) produtos, ou na primeira utilização de novos (ou melhorados) processos.
Inovação pode ser também definida como fazer mais com menos recursos, por permitir gamas de eficiência em processos, quer produtivos quer administrativos ou financeiros, quer na prestação de serviços, potencializar e ser motor de competitividade.
Inovação é um processo criativo, transformador, que promove ruptura paradigmática, mesmo que parcial, impactando positivamente a qualidade de vida e o desenvolvimento humano.
Para Werebe (1995), a expressão "inovar", por vezes, possui caráter valorativo, na medida em que significa - mudar para melhor, dar um aspecto novo, consertar, corrigir, adaptar a novas condições - algo que está superado, que é inadequado, obsoleto etc.
Segundo o Manual de Oslo (1990-1992-1997), inovação é a introdução de algo novo em qualquer atividade humana. A diversidade de significado de inovação dá-se pela abrangência de sua aplicação como vetor de desenvolvimento humano e melhoria da qualidade de vida.
... inovação não é uma simples renovação, pois implica uma ruptura com a situação vigente, mesmo que seja temporária e parcial. Inovar faz supor trazer, à realidade educativa, algo efetivamente novo, ao invés de renovar, que implica fazer aparecer algo sob um aspecto novo, não modificando o essencial.—  CARDOSO, 1992, p.1
... capacidade de mudar um cenário, de revolucionar. Por mais simples que seja a ideia inovadora, se ela for capaz de revolucionar, trará um ganho imenso para aquele que executou a inovação e permitirá, a este, ter uma melhor posição no espaço em que ele convive.— VASCONCELOS, 2009
Entendemos que a inovação requer uma ruptura necessária que permita reconfigurar o conhecimento para além das regularidades propostas pela modernidade. Ela pressupõe, pois, uma ruptura paradigmática e não apenas a inclusão de novidades, inclusive as tecnológicas. Nesse sentido, envolve uma mudança na forma de entender o conhecimento.— CUNHA, 1998

## Tipos
Inovação pode ser diferenciada em tipos de inovações, entre outros:
- Inovação do produto (mais amplo: inovação tecnológica): introdução no mercado de novos ou significativamente melhorados produtos ou serviços. Inclui alterações significativas nas suas especificações técnicas, componentes, materiais, software incorporado, interface com o utilizador ou outras características funcionais;
- Inovação do processo: implementação de novos ou significativamente melhorados processos de produção ou logística de bens ou serviços. Inclui alterações significativas de técnicas, equipamentos ou software;
- Inovação organizacional: implementação de novos métodos organizacionais na prática do negócio, organização do trabalho e/ou relações externas;
- Inovação de marketing: implementação de novos métodos de marketing, envolvendo melhorias significativas no design do produto ou embalagem, preço, distribuição e promoção dos mesmos;
- Inovação Afetiva[7]: Implementação de novos produtos, serviços, métodos que melhorem significativamente a conexão entre pessoas, possibilitando a humanização das relações e o desenvolvimento de soluções cooperativas.

Relativamente à inovação de serviços, Dantas considera que sofre de alguns constrangimentos, ao contrário da indústria, a começar pela natureza da atividade e por, normalmente, não haver um departamento e orçamento dedicados a esta área. O facto de os serviços serem facilmente imitáveis obriga as organizações que apostam na inovação a tentar ir buscar, de uma forma rápida, os custos do desenvolvimento, refletindo-os no preço do novo serviço, o que, por vezes, dificulta a sua adoção no mercado. 
Além disso, e dependendo da origem, inovação pode ser distinguida entre Open Innovation (em português: inovação aberta) e o correspondente oposto Closed Innovation (inovação fechada). Closed Innovation refere-se ao processo de limitar o conhecimento ao uso interno de uma empresa e não fazer uso ou somente um pequeno uso do conhecimento exterior, enquanto a Open Innovation refere-se ao processo de usar, também, fontes e informações externas (como licenças, patentes etc.), melhorando a gestão do conhecimento e, entre outros, o conhecimento tácito da empresa, com o objetivo de acelerar o processo de inovações.

## Classes
A inovação tanto pode ocorrer por meio de uma ação perfeitamente planejada quanto por simples acaso. No entanto, empiricamente verifica-se que poucas inovações brotam do acaso. A maior parte das inovações, em especial as mais bem-sucedidas, resultam de uma busca consciente e intencional de oportunidades para inovar, dentro e fora da empresa. Tipicamente, as inovações podem acontecer pela ocorrência, conjunta ou isolada, de oito principais situações:
1. em consequência de factos inesperados;
2. por incongruências;
3. por necessidade;
4. por mudanças na indústria ou no mercado;
5. mudanças demográficas;
6. mudanças de percepção;
7. novos conhecimentos;
8. imposições legais ou regulamentares.

A inovação é fundamental, pois, através dela, as organizações tornam-se capazes de gerar riqueza contínua e, assim, manterem-se ou tornarem-se competitivas nos seus mercados. Contudo, na maioria dos casos, as empresas usam os concorrentes como base de referência para as suas próprias iniciativas de inovação. Com isso, as estratégias competitivas tendem a ser muito parecidas dentro de um mesmo mercado e apenas a empresa que se afasta do grupo competitivo de empresas, consegue cumprir seu papel de aumento de competitividade e consequente geração de riqueza. Para que se crie um ambiente corporativo propício à geração de inovação, é necessário que os líderes das organizações promovam a inovação, sendo que a melhor forma de o fazer é trabalhar para que os conceitos e estratégias de inovação sejam assimilados por todos os colaboradores, clientes e fornecedores. Isso, provavelmente, provocará a "contaminação" da cultura organizacional pelo "vírus" da inovação.
A inovação numa empresa ou organização, passível de gerar ou aumentar a competitividade da mesma, pode verificar-se a vários níveis, nomeadamente:
- produtos e serviços: desenvolvimento e comercialização de produtos ou serviços novos;
- processos: desenvolvimento de novos meios de fabricação ou de novas formas de prestação de serviços;
- negócios: desenvolvimento de novos negócios que forneçam vantagem competitiva e sustentável;
- gestão: desenvolvimento de novas estruturas de poder e liderança.

Como se observa, a inovação não ocorre apenas nos processos finais de fabricação: ela pode ocorrer em todo e qualquer ponto da organização. Não é apenas fazer coisas diferentes, mas, também, fazer as mesmas coisas de formas diferentes, criando, como refere Drucker(2002, p. 211), novos potenciais de satisfação. Mas que tipos de inovação existem? Segundo Simantob (2003, p. 20), as inovações podem ser classificadas em dois grandes grupos:
- Inovação Radical ou de Ruptura

Este tipo de inovação caracteriza-se pela incessante busca, por parte da organização que a leva a cabo, de ruptura e quebra de paradigmas. Tipicamente, os princípios que regem as tecnologias de rupturas são os seguintes:
- As empresas dependem de clientes e investidores para obter recursos;
- Pequenos mercados não resolvem as necessidades de crescimento de grandes empresas;
- Mercados que não existem não podem ser analisados;
- Fornecimento de tecnologia pode não se igualar à procura do mercado.

Como tal, tipicamente, as empresas/organizações com maior potencial de levar a cabo inovação de rutura conducente ao aumento de competitividade são aquelas cujos clientes necessitam das tecnologias de rutura para fazer fluir os recursos, empresas/organizações pequenas o bastante para se entusiasmarem com ganhos modestos, empresas/organizações que, ao planejarem as inovações, consideram a possibilidade de fracasso, isto é, que pensam sobre os esforços iniciais em comercializar uma nova tecnologia de rutura como oportunidade de aprendizagem e garantir que essa aprendizagem seja assimilada pela base de conhecimento da empresa.
- Inovação Incremental

Inovação incremental ou inovação por processo de melhoria contínua caracteriza-se por uma busca de aperfeiçoamento constante e gradual. Por norma, as empresas bem geridas são excelentes no desenvolvimento das tecnologias incrementais. Estas melhoram o desempenho dos seus produtos nas formas que realmente fazem a diferença junto dos seus clientes. Este facto, habitualmente, ocorre porque suas práticas de gestão estão baseadas nos seguintes princípios:
- "ouvir" os clientes;
- investir agressivamente em tecnologias que ofereçam, àqueles clientes, real satisfação das suas necessidades;
- focalizar os mercados maiores ao invés dos menores.

Este tipo de estratégia empresarial baseada na inovação incremental ou de melhoria contínua permite, às empresas que a praticam, relativamente aos seus pares, praticar margens mais elevadas.

## Características
Existe um conjunto de características inerentes ao conceito de inovação que vão definir a sua eficácia:
- gestão da oportunidade, risco e mudança: a inovação é imprevisível, com elevado risco associado. Pode, também, ter grandes custos associados. Deve, por isso, haver um acompanhamento de perto da inovação, quer de bens ou serviços, ou processos produtivos, de forma a evitar fracassos e riscos não calculados;
- a localização de meios técnicos e humanos é fundamental para um perfeito desenvolvimento, que leve a uma transferência da inovação para os locais corretos da sua aceitação e utilização. Inovação fora de timing ou de local pode originar a falha de todo um processo;
- interação com consumidor: procura de novos nichos de mercado faz com que seja necessário pesar bem custos, benefícios e timing para se envolver consumidores nos processos de inovação, para dessa forma potenciar o sucesso da mesma ao levar-se em conta o interesse do consumidor;
- resistência cultural à mudança: havendo predisposição para a mudança o sucesso de inovações será superior. Deve haver pressão na gestão da inovação para prevenir rigidez na forma de pensar e haver atitudes permeáveis há existência de ambientes propícios à inovação e mudança;
- desenvolvimento de novos negócios: inovação faz com que empresas se afastem da estabilidade e controlo, da sua zona de conforto, desviando-as dos seus processos normais de steady-state. Recursos usados na inovação são usados na possível criação de novos produtos e possivelmente novas áreas de negócio, mas que tem risco associado e podem não ter no futuro não ter o retorno esperado. Logo, existe um custo de oportunidade associado.

## Economia
No contexto da ciência econômica, a palavra inovação foi introduzida pelo economista austríaco Joseph Schumpeter (Teoria do Desenvolvimento Econômico) na sua obra Business Cycles, de 1939. Em Capitalismo, Socialismo e Democracia (1942), ele descreve o processo de inovação, a chamada destruição criadora. Para muitos, Schumpeter é considerado o pai da inovação como uma disciplina, que faz já parte do currículo de muitas e prestigiadas universidades.
Segundo o autor, a razão para que a economia saia de um estado de equilíbrio e entre em um processo de expansão é o surgimento de alguma inovação, do ponto de vista econômico, que altere consideravelmente as condições prévias de equilíbrio.
Exemplos de inovações que alteram o estado de equilíbrio são: a introdução de um novo bem no mercado, a descoberta de um novo método de produção ou de comercialização de mercadorias; a conquista de novas fontes de matérias-primas, ou, por fim, a alteração da estrutura de mercado vigente, como a quebra de um monopólio. A introdução de uma inovação no sistema econômico é chamada por Schumpeter de ato empreendedor, realizada pelo empresário empreendedor, visando a obtenção de um lucro.

## Inovação na Empresa
Uma empresa, para ter sucesso, deve ser competitiva e divulgada. A competitividade e a inovação estão estritamente ligadas, pelo que então é de todo interesse de uma empresa ser inovadora. O ambiente empresarial deixa nos dias de hoje de ser local para ser global, e só os mais fortes sobrevivem. A gestão empresarial deve ter a capacidade de criar vantagens competitivas, não só única, mas também de difícil replicação. A inovação por força da competitividade ou estratégia, é cada vez mais global e convergente, criando no âmbito da investigação e complexidade um novo mundo de oportunidades, que levam as empresas a serem sustentáveis a longo prazo.

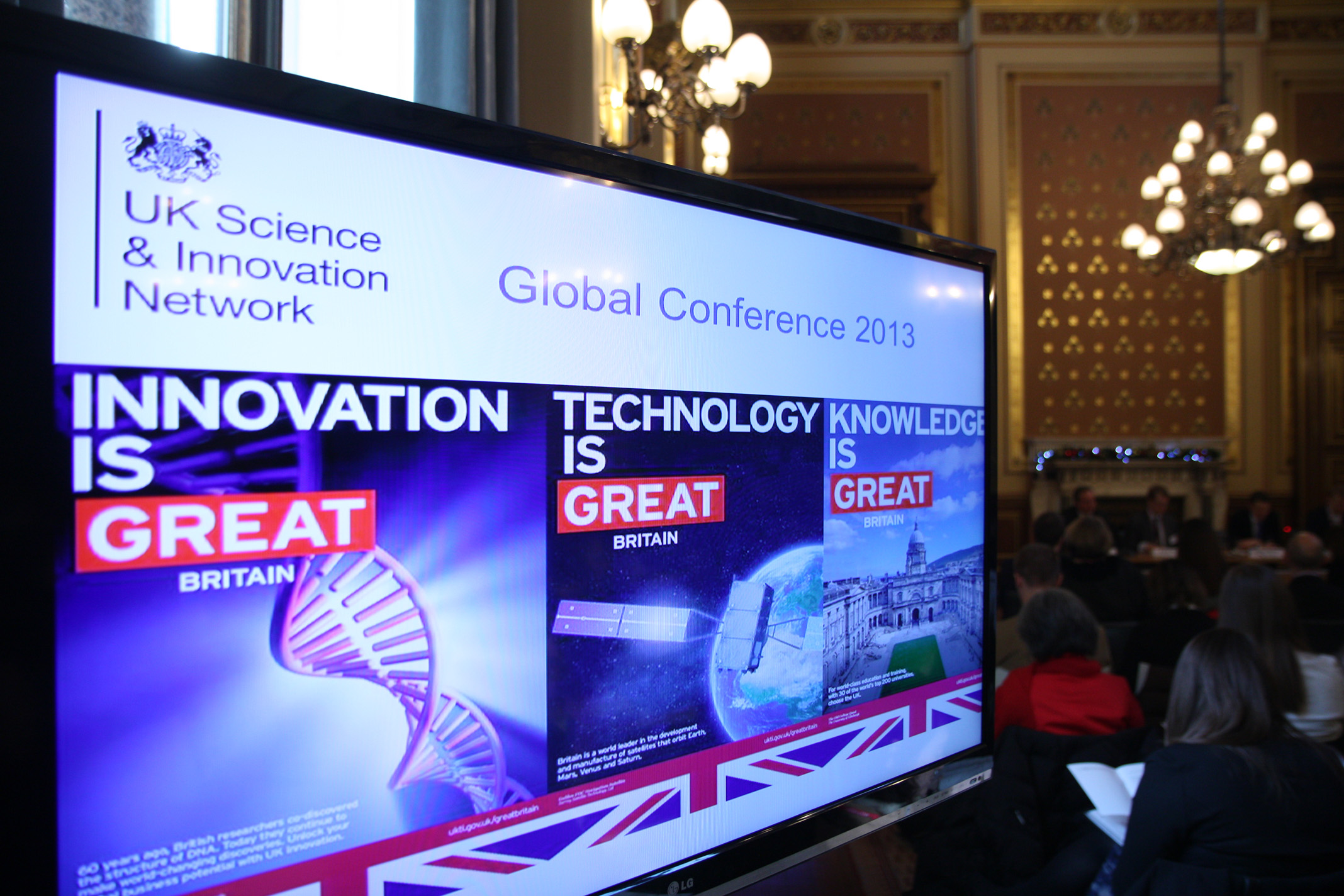
Conferência de Ciência e Inovação

A pesquisa e desenvolvimento (P&D) pode e deve ser usada: para as indústrias desenvolverem melhores produtos, de acordo com preferências dos clientes; para as empresas de serviços melhorarem os processos; e para, de uma forma geral, haver melhorias nos processos internos e organizacionais da empresa, que permitam reduções de custos e criação de valor. Aliado a este conceito, está, também, todo o conhecimento tácito existente na empresa, nos colaboradores, no conhecimento explícito nas suas patentes e marcas, que são motores das vantagens competitivas que se possam criar.
Inovar ou morrer é uma célebre frase muito aplicada ao mundo empresarial. A primeira regra da competitividade industrial internacional é a inovação. Existem algumas regras que devem ser consideradas quando se inova na empresa. A inovação está carregada de incerteza, o futuro é imprevisível, uma fraca orientação ou organização pode levar todos os esforços ao fracasso, principalmente quando a inovação se foca nos processos tecnológicos e na engenharia de ponta. Mas é nesse campo que a inovação tem os seus maiores trunfos, que permite uma melhor resposta aos consumidores e que acrescenta um maior valor à empresa, e por conseguinte à economia, como o caso das novas tecnologias de informação e comunicação (TIC) nas últimas décadas. O tipo de estratégia da empresa, o seu financiamento e liquidez, a sua organização vai influenciar a forma como a inovação é realizada na empresa. Um ambiente empresarial que permite a colaboração dos seus colaboradores nos processos de decisão, que incentiva a partilha de informação e a proatividade e com o uso eficiente de meios tecnológicos vai permitir incubação de conhecimento, a transmissão de conhecimento, e logo a propensão para a inovação.
Para inovar e aumentar a sua competitividade, a empresa deve:
- incentivar criatividade e experimentação: deve proporcionar aos seus colaboradores um ambiente onde estes possam desenvolver e partilhar ideias; sair de um paradigma estático.
- investir em novas tecnologias, I&D e melhorias: ao usarem vantagens do que mais recente existe a nível tecnológico no mercado nos diversos sectores de atividade, isto é, a empresa não deve apenas investir no desenvolvimento de novos produtos, mas também melhorar os processos e produtos existentes; a empresa tem assim melhores hipóteses de se impor num mercado em evolução.

As empresas devem, ainda, para serem bem-sucedidas no processo de inovação, conhecer os típicos fatores inibitórios da inovação. Estes relacionam-se com os seguintes aspectos:
- aspectos comportamentais: nesse item, o que mais inibe a inovação é a crítica e a punição. Quando pune, a empresa destrói a confiança do colaborador que vê seu instinto de sobrevivência suplantar tudo mais e cessa qualquer contestação. As empresas precisam aprender a recompensar o fracasso e para isso devem partir do pressuposto que seus colaboradores são honestos, esforçados e competentes;
- aspectos de gestão: um grande investimento anterior que não tenha dado resultados reduz a disposição da empresa de apoiar outro projeto inusitado. Também a sinalização de corte de pessoal cria um ambiente de insegurança e as pessoas que temem pelo emprego, geralmente, evitam fazer propostas arriscadas. Novas matérias-primas podem alterar significativamente o custo dos produtos e podem barrar a inovação, bem como incidentes que alterem o andamento normal da organização. O tempo de maturação do projeto constitui outro importante e adverso fator: quanto maior for o prazo de retorno, maior tende a ser a resistência ao projeto. Considera-se adequado o prazo aproximado de 6 a 12 meses para que o projeto possa apresentar resultados concretos;
- aspectos conjunturais: a indefinição política e económica é também causa frequente de inibição da inovação, uma vez que as empresas necessitam de ter alguma condição de prever o comportamento futuro da micro e macroeconomia. Quando o cenário está encoberto ou excessivamente volátil, as empresas, em geral, tende a não realizarem apostas em inovações.

De todos os fatores citados, o mais crítico e danoso é o comportamental. Isto porque, se as pessoas se sentirem tolhidas ou perceberem que os seus esforços são interpretados como ações cujos riscos envolvidos não são compartilhados com a empresa, elas simplesmente não farão inovação. É preciso que os gestores estejam preparados para encorajar e motivar as iniciativas de inovação. É fundamental que os colaboradores se sintam seguros e apoiados em suas iniciativas de inovação. Os eventuais fracassos e riscos inerentes, assim como os "louros" dos sucessos obtidos, devem ser igualmente compartilhados.
A inovação deve, cada vez mais, resultar de uma abordagem sistemática e programada nas empresas, as quais devem aproveitar não só as sinergias internas como também as bolsas de conhecimento espalhadas pelo mundo, que os avanços tecnológicos (Web) hoje proporcionam de forma fácil, e que permitem a inserção de novos saberes no contexto empresarial que conduzam a novos produtos ou serviços.
A inovação numa empresa só pode ser considerada um sucesso se o valor criado com ela for superior aos custos incorridos no seu desenvolvimento.

## Condições para uma inovação de sucesso
Peter Drucker, na sua obra The Essential Drucker, defende que existem pelo menos três condições que têm que ser cumpridas para que uma inovação tenha sucesso.
As três são óbvias, mas frequentemente negligenciadas.
- Inovação é trabalho.

Exige conhecimento. Muitas vezes, exige um grande engenho. E há claramente inovadores de maior talento do que o resto de nós. Além disso, os inovadores raramente trabalham em mais do que uma área. Apesar de toda a sua enorme capacidade inovadora, Thomas Edison apenas trabalhava na área da eletricidade. Na inovação, assim como em qualquer outra iniciativa, há talento, há engenho e há predisposição. Mas, no final, a inovação transforma-se num trabalho difícil, centralizado e intencional, que faz grandes exigências de diligência, persistência e de empenho.
Se isto não existir, não haverá talento, engenho ou conhecimento que ajudem.
- Para ter sucesso, os inovadores têm que se basear nos seus pontos fortes.

Os inovadores de sucesso analisam um conjunto vasto de oportunidades. Mas, depois, perguntam: "Qual destas oportunidades é adequada para mim, para esta empresa, utiliza aquilo em que nós (ou eu) somos competentes e mostramos ter capacidades em termos de desempenho?".
Obviamente, quanto a isto, a inovação não é diferente de qualquer outra iniciativa. Mas pode ser mais importante na inovação basearmo-nos nos nossos pontes fortes devido aos riscos da inovação a ao aumento do conhecimento e da capacidade de desempenho que daí resulta. E na inovação, como em qualquer outro empreendimento, também tem que haver uma adequação temperamental. As empresas não têm um bom desempenho numa coisa que não respeitam. Os inovadores, da mesma forma, têm que estar temperamentalmente em sintonia com a oportunidade inovadora. Tem de ser importante para eles e tem de fazer sentido.
De outra forma, não estarão disponíveis a investir trabalho persistente, árduo e frustrante que a inovação de sucesso exige sempre.
- A inovação é um efeito da economia e da sociedade.

Uma mudança no comportamento dos clientes, dos professores, dos agricultores, dos cirurgiões, das pessoas em geral, normalmente está associado a uma mudança no processo, isto é, à forma como se trabalha e produz alguma coisa. A inovação, por conseguinte, tem de estar sempre próxima do mercado, tem de se centrar no mercado, sem dúvida tem de ser impulsionada pelo mercado. Nesse sentido, é salutar e eficiente a integração e convergência entre universidade, governo e empresas no fomento da inovação, modelo esse já implantado e bem-sucedido por exemplo na Universidade de Stanford, Olin College e Instituto de Tecnologia de Massachusetts.

## Exemplos
Ao nível da inovação do processo, exemplos de novos métodos de produção são a implementação de novo equipamento de automação numa linha de produção ou a implementação de um design assistido por computador para desenvolvimento de produtos. A introdução de mecanismos de monitorização GPS para serviços de transporte e a implementação de um novo sistema de reserva numa agência de viagens são, também, exemplos de inovação ao nível do processo.
Um exemplo de inovação organizacional na estruturação de atividades comerciais é a introdução, pela primeira vez, dos sistemas de produção build-to-order (integrando vendas e produção) ou a integração de engenharia e desenvolvimento com produção.
Por último, exemplos de inovações de marketing são a introdução, pela primeira vez, de um sistema de franchising ou venda direta ou a retalho e de licenciamento de produto.

## Sistemas de dinamização, controle, validação e gestão da inovação

### Innovation Scoring
O Sistema de Pontuação de Inovação (Innovation Scoring) é um instrumento de autodiagnóstico de capacidade e desempenho das organizações no domínio da inovação, cujos resultados deverão motivar a reflexão estratégica das organizações quanto aos seus processos de inovação, permitindo conhecer de forma mais aprofundada as diferentes dimensões que sustentam tais processos, identificar áreas de potencial melhoria e definir estratégias de competitividade baseadas no conhecimento e na inovação.

### Sistema de Gestão das Atividades de Investigação, Desenvolvimento e Inovação (IDI)
A implementação de um Sistema de Gestão das Atividades de IDI torna mais eficiente e eficaz a estrutura organizativa, a planificação das atividades, a definição e atribuição de responsabilidades, a documentação, as práticas, os procedimentos e os processos necessários para o desenvolvimento, implementação, revisão e atualização da política de IDI das organizações.

### Certificação dos Sistemas de Gestão das Atividades de IDI
A Certificação dos Sistemas de Gestão das Atividades de IDI consiste na verificação de que o Sistema de Gestão das Atividades de IDI implementado por uma determinada organização satisfaz os requisitos do quadro normativo entretanto criado em Portugal para a IDI: NP 4456:2007, NP 4457:2007, NP 4458:2007 e NP 4461:2007.

### Barómetro de IDI
O Barómetro de IDI pretende ser uma plataforma de análise, medição, acompanhamento e caracterização da inovação desenvolvida em Portugal, tendo, por base, indicadores estatísticos e métricas de percepção baseadas em respostas a questionários. O Barómetro será, assim, um instrumento de vigilância das experiências nacionais de IDI, podendo ser utilizado como instrumento de estudo e de análises de benchmarking.

### Programa SEBRAETEC
O Programa SEBRAETEC - Serviços em Inovação e Tecnologia é um instrumento do Sistema SEBRAE que permite, às empresas demandantes, acesso a conhecimentos tecnológicos existentes na infraestrutura de Ciência, Tecnologia e Inovação (CT&I), visando à melhoria de processos e produtos e/ou a introdução de inovações nas empresas ou no mercado.

## Inovação e criatividade
Os conceitos "criatividade" e "inovação" são indissociáveis. No entanto, precisamente não são sinónimos. Os autores Duaibili & Simonsen Jr. distinguem-nos afirmando que "A criatividade é a faísca, a inovação é a mistura gasosa. A primeira dura um pequeno instante, a segunda perdura e realiza-se no tempo. É a diferença entre inspiração e transpiração, a descoberta e o trabalho". Normalmente a criatividade é um processo individual, nasce da ideia que surgiu na cabeça de alguém, enquanto a inovação é um processo coletivo, que deve ser trabalhado em grupo e conduz coletivamente a uma mudança de percepção. Por isso, se diz que determinada pessoa é criativa e a empresa "xyz" é inovadora. (De Brabandere).
Não existe inovação sem criatividade, pois a inovação é a aplicação prática da criatividade, ou seja uma ideia resultante de um processo criativo, só passará a ser considerada uma inovação, caso seja realmente aplicada. Caso contrário, é considerada apenas uma invenção. Citando Larry Hirst (um dos antigos presidentes do conselho de administração da IBM), "Invenção é transformar dinheiro em ideias, inovação é transformar ideias em dinheiro". Inovação tem, pois, este carácter de concretização, que só assim poderá gerar criação de valor. O conceito de criatividade é aplicável fora do contexto empresarial, podendo ser utilizado para caracterizar, por exemplo, os indivíduos na sua esfera não profissional.

## Diferença entre invenção e inovação
A invenção costuma surgir de um processo criativo que transcende o escopo da ideia para uma ação prática. A invenção pode ou não ter um foco mercadológico ou um objetivo comercial determinado. A invenção costuma ter um protótipo, uma espécie de primeiro exemplar ou modelo do produto ou solução desenvolvida. A invenção torna-se inovação quando possui algum potencial para ser utilizada no mercado e, portanto, comercializada. A inovação, grosso modo, é a invenção que encontrou uma utilidade prática e demanda do mercado. É quando o protótipo se transforma em produto comercializável.
Importante mecanismo de métricas em processo de inovação é o Manual de Oslo, redigido pela União Europeia.